# Saut à ski aux Jeux olympiques de 1924
Navigation
Saint-Moritz 1928
Le concours de saut à ski des Jeux olympiques de 1924 à Chamonix se déroula sur le tremplin du Mont, au lieu-dit des Bossons.

## Déroulé du concours
Le saut le plus long fut mesuré à 50 mètres ; le saut du champion olympique fut seulement mesuré à 49 mètres. L’épreuve de saut fut remportée par le Norvégien Jacob Thams, sur un tremplin où on attendait des sauts de 60 mètres. Le Norvégien Thams remporta l’épreuve avec deux sauts de 49 mètres.
Lors du concours olympique, le tremplin ne fut pas utilisé à son maximum. Le concours s'étant déroulé sans incident, le jury autorisa des sauts hors-concours utilisant cette fois la totalité de la piste d'élan du sautoir. Le champion olympique réalisa à cette occasion un saut de 58 mètres, nouveau record du monde.
En 1974, le médaillé olympique Thoralf Strømstad contacte l'historien du ski norvégien Jakob Vaage, affirmant que les points de l'épreuve de saut à ski ont été mal calculés. Ils parviennent à prouver qu'une erreur de notation a bien été commise en faveur de Thorleif Haug qui est alors reclassé 4e, tandis que la médaille de bronze est attribuée a posteriori à l'Américain Anders Haugen,. Le 12 septembre 1974, une cérémonie officielle est organisée à Oslo au cours de laquelle la fille de Thorleif Haug remet la médaille de bronze à Anders Haugen, alors âgé de 86 ans, cinquante ans après les Jeux de Chamonix.

## Podiums
| Épreuve    | Or                 | Argent      | Bronze        |
| Individuel | Jacob Tullin Thams | Narve Bonna | Anders Haugen |

## Résultats
| Place | Nation          | Athlète                | Points    |
| ----- | --------------- | ---------------------- | --------- |
| 1er   | Norvège         | Jacob Tullin Thams     | 18.960pts |
| 2e    | Norvège         | Narve Bonna            | 18.689pts |
| 3e    | États-Unis      | Anders Haugen          | 17.916pts |
| 4e    | Norvège         | Thorleif Haug          | 17.821pts |
| 5e    | Norvège         | Einar Landvik          | 17.521pts |
| 6e    | Suède           | Axel-Herman Nilsson    | 17.146pts |
| 7e    | Suède           | Menotti Jakobsson      | 17.083pts |
| 8e    | Suisse          | Alexandre Girard-Bille | 16.794pts |
| 9e    | Suède           | Nils Lindh             | 16.738pts |
| 10e   | Tchécoslovaquie | František Wende        | 16,480pts |

## Médailles
| Place | Nation     |   |   |   | Total |
| ----- | ---------- | - | - | - | ----- |
| 1er   | Norvège    | 1 | 1 | 0 | 2     |
| 2e    | États-Unis | 0 | 0 | 1 | 1     |